# Jaguar XJR-10
Chronologie des modèles
Jaguar XJR-9 Jaguar XJR-16
La Jaguar XJR-10 est une voiture de course développée et construite par TWR pour Jaguar dans le but de participer, à partir de 1989, au Championnat IMSA GT. Les Jaguar XJR-10 ont concouru jusqu'en 1991, avant que Jaguar la remplace par la Jaguar XJR-16.

## Palmarès
- IMSA : 300 km de Portland 1989 (Châssis 389)[1] ;
- IMSA : 2 Heures Del Mar 1989 (Châssis 389)[1] ;
- IMSA : 150 Tours de Lime Rock 150 1990 (Châssis 389)[2] ;
- IMSA : 300 km de Portland 1990 (Châssis 589)[2] ;
- IMSA : 2 Heures de West Palm Beach 1991 (Châssis 589)[3] ;
- IMSA : 2 Heures de Miami 1990 (Châssis 389)[3].

## Pilotes
- Raul Boesel (5),
- Martin Brundle (4)
- Price Cobb (16)
- Alain Ferté (2)
- Davy Jones (18)
- Jan Lammers (12)
- David Leslie (1)
- John Nielsen (11)